# Miriam Colon
Míriam Colón Valle (Ponce (Puerto Rico), 20 augustus 1936 – New York, 3 maart 2017) was een Puerto Ricaanse actrice.

## Biografie
Colón werd geboren in Ponce. Nadat haar ouders scheidden, ging zij met haar moeder mee naar haar nieuwe huis in San Juan (Puerto Rico). Zij doorliep daar de high school op de Ramon Baldorioty de Castro waar zij begon met acteren in toneelstukken op school. Op advies van haar leraar ging zij drama studeren aan de Universiteit van Puerto Rico. In 1954 verhuisde zij naar New York, waar zij ging werken in theaters.
Colón begon in 1955 met acteren voor televisie in de televisieserie Danger. Hierna heeft zij nog meerdere rollen gespeeld in televisieseries en films zoals One-Eyed Jacks (1961), The Appaloosa (1966), Gunsmoke (1962-1974), ze speelde de moeder van Tony Montana in Scarface (1983), All My Children (1995), One Life to Live (1996-1997), Goal! (2005) en How to Make it in America (2010-2011).
Ze was van 1966 tot zijn dood in 1976 gehuwd met haar eerste echtgenoot. Ze woonde de laatste jaren van haar leven in Albuquerque (New Mexico) met haar tweede man.
Ze overleed op 80-jarige leeftijd in een ziekenhuis in New York.

## Filmografie

### Films
Selectie:
- 2015 Top Five - als oma van Chelsea
- 2005 Goal! - als Mercedes
- 1996 Lone Star - als Mercedes Cruz
- 1995 Sabrina - als Rosa
- 1993 The House of the Spirits - als Nana
- 1983 Scarface - als Mama Montana
- 1966 The Appaloosa - als Ana
- 1963 Thunder Island - als Anita Chavez
- 1961 One-Eyed Jacks - als Redhead

### Televisieseries
Uitgezonderd eenmalige gastrollen.
- 2015 Better Call Saul - als Abuelita - 2 afl.
- 2010 – 2011 How to Make it in America – als oma van Cam – 6 afl.
- 2011 Hawthorne – als mama Renate – 2 afl.
- 2005 Jonny Zero  - als Lupe – 2 afl.
- 2001 Third Watch – als Theresa Caffey – 2 afl.
- 1995 Streets of Laredo – als Estrella – 3 afl.
- 1980 The Edge of Night - als dr. Santos - 7 afl.
- 1972 Gunsmoke – als Paulette Duvalier  – 2 afl.
- 1963 The Great Adventure – als Sarah Crow – 2 afl.

- Gemeinsame Normdatei: 1061906256
- International Standard Name Identifier: 0000 0004 0850 5599
- Library of Congress Control Number: n82098054
- Nationale Bibliotheek van Polen: a0000002011754
- Virtual International Authority File: 301156081
- WorldCat: E39PBJgRWHxKbMt97QHGBMT8md